# Erebidae
|  | Dieser Artikel wurde aufgrund von formalen oder inhaltlichen Mängeln in der Qualitätssicherung Biologie zur Verbesserung eingetragen. Dies geschieht, um die Qualität der Biologie-Artikel auf ein akzeptables Niveau zu bringen. Bitte hilf mit, diesen Artikel zu verbessern! Artikel, die nicht signifikant verbessert werden, können gegebenenfalls gelöscht werden. Lies dazu auch die näheren Informationen in den Mindestanforderungen an Biologie-Artikel. |

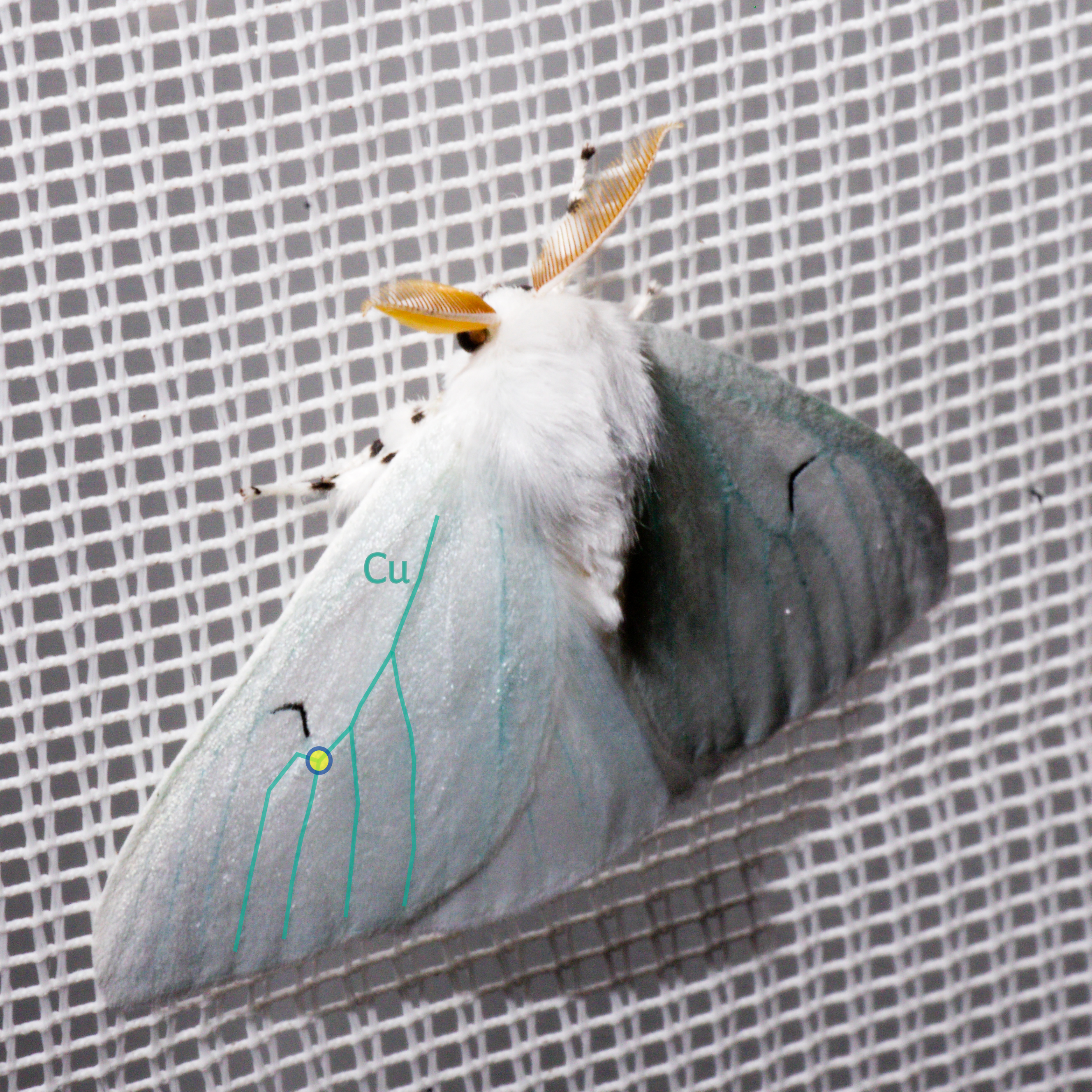
Die quadrifine Flügeladerung am Beispiel des Schwarzen L (Arctornis l-nigrum). Die mit einem Kreis markierte Verzweigung kennzeichnet den Unterschied zu den Faltern der Noctuidae-Familie, denen diese Teilung der Cubitalvene (Cu) fehlt und die daher nur drei Endäste zeigen.

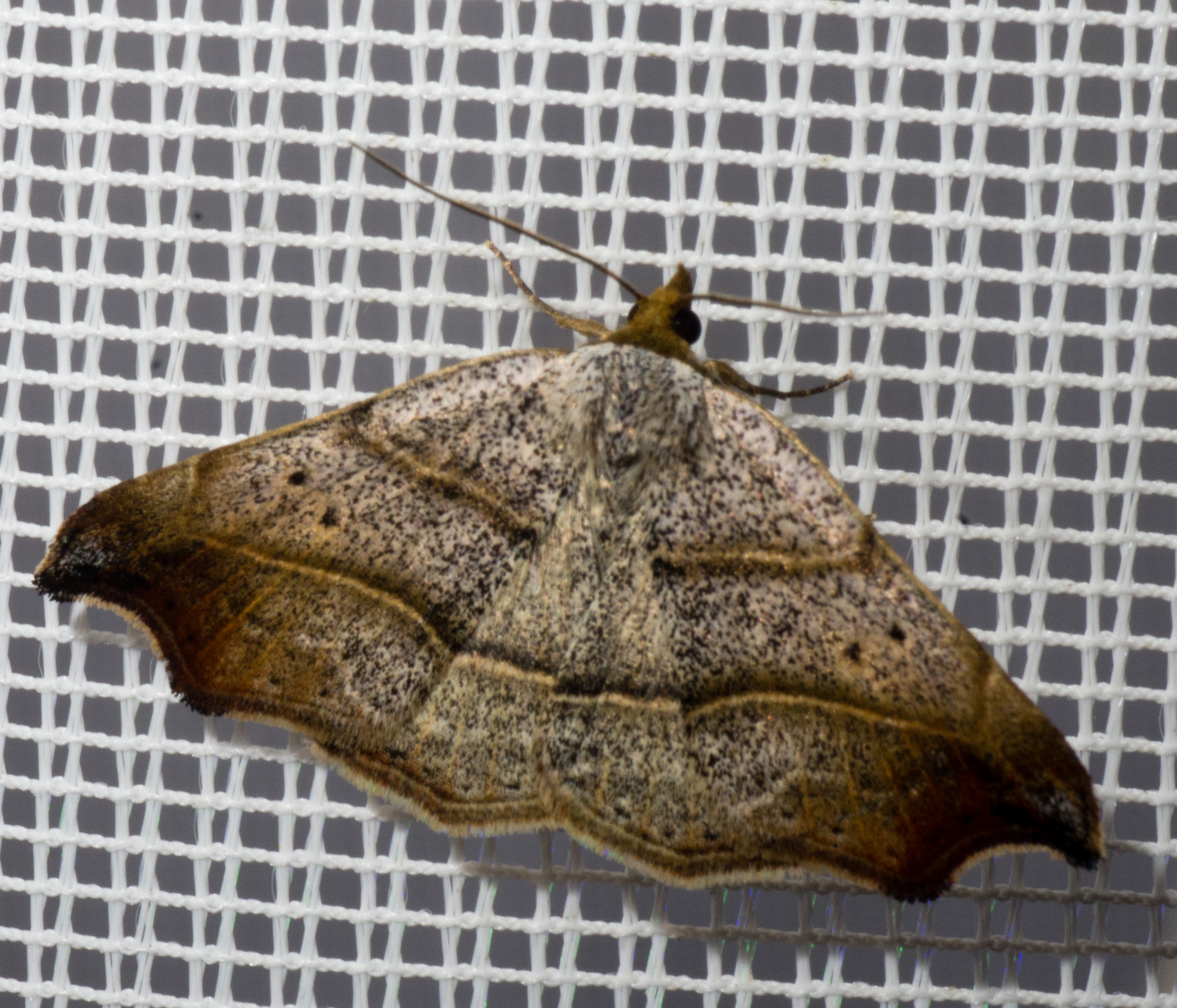
Sicheleule (Laspeyria flexula)

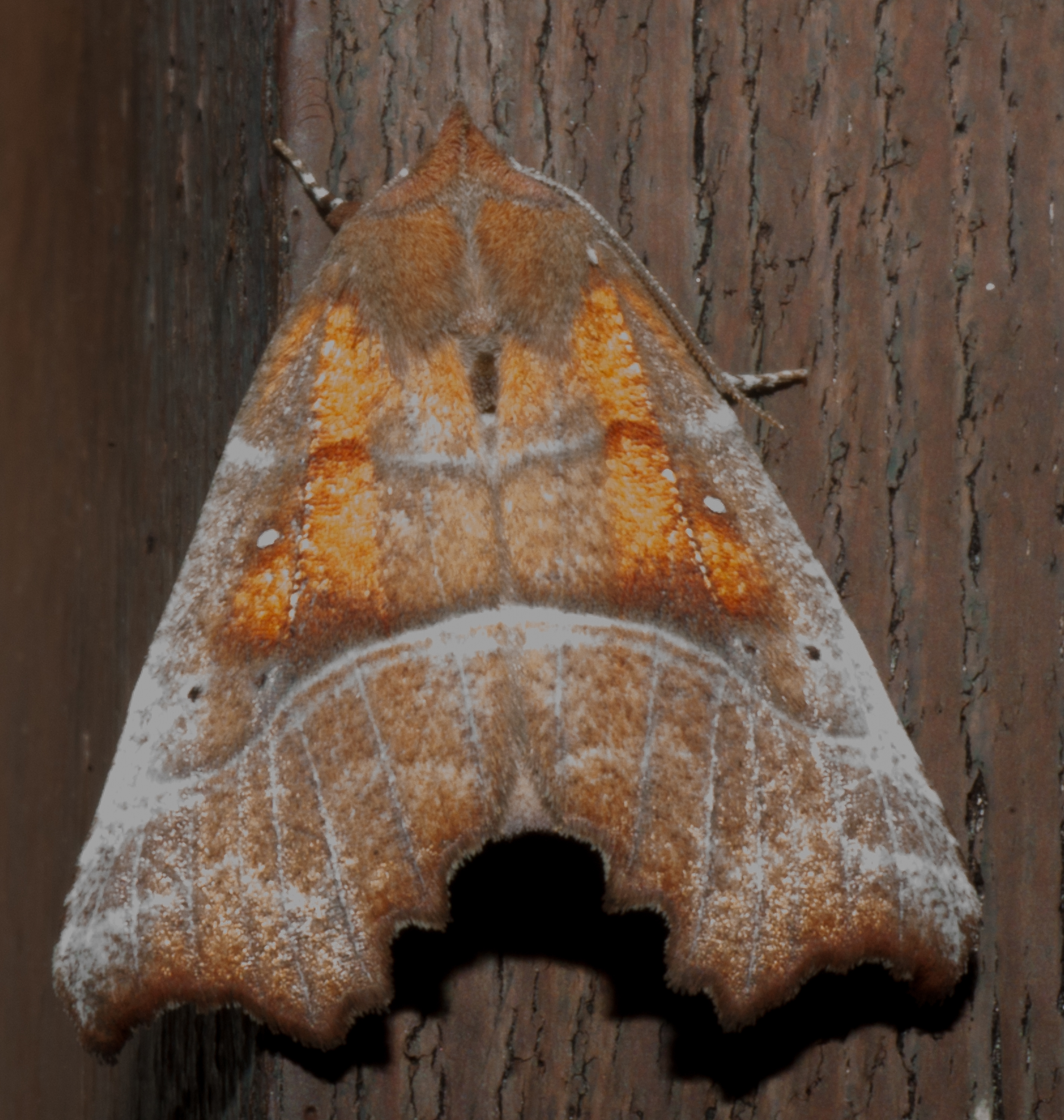
Zackeneule (Scoliopteryx libatrix)

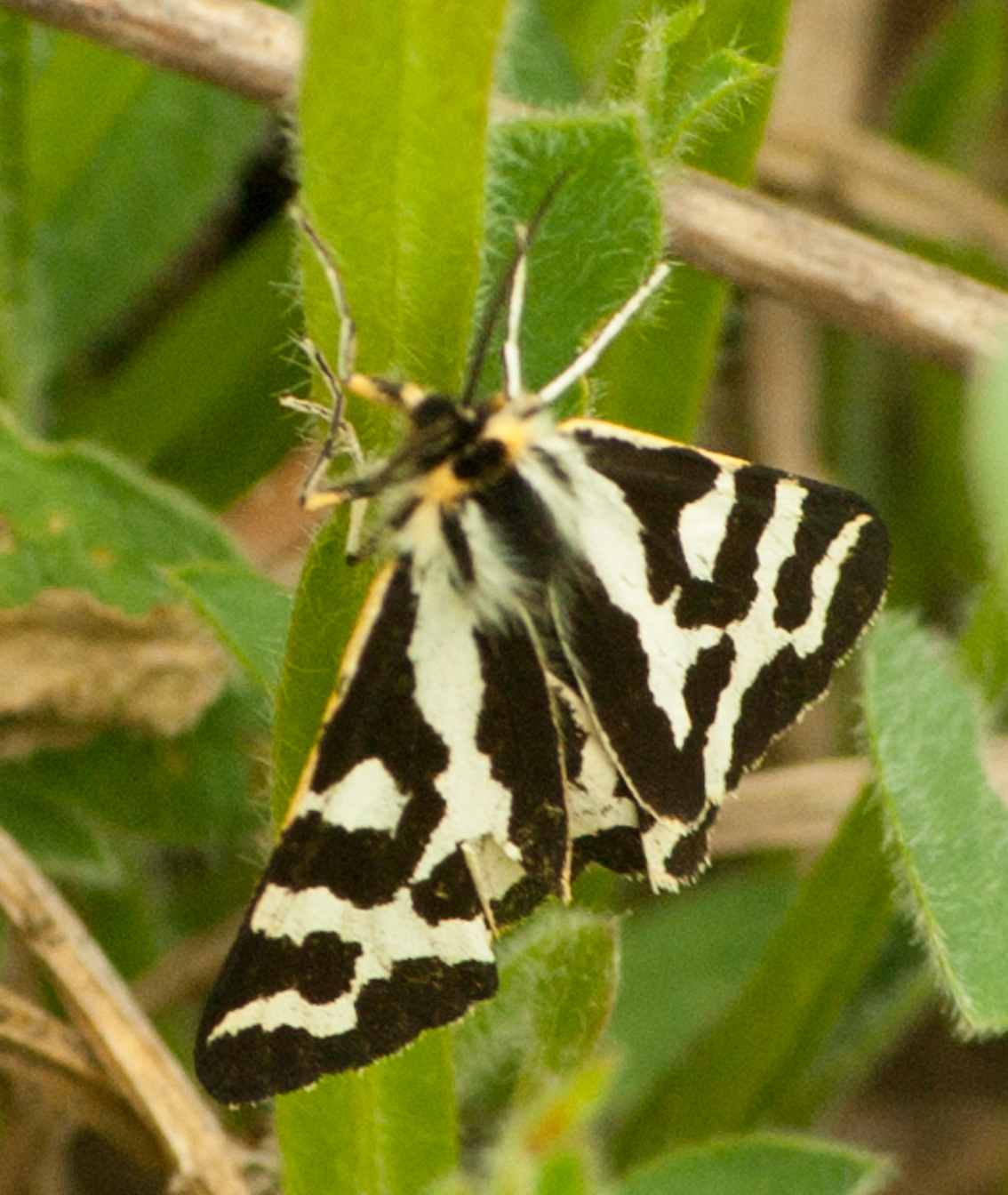
Wegerichbär (Parasemia plantaginis)

Die Erebidae sind eine Schmetterlingsfamilie aus der Überfamilie der Noctuoidea. Die Erebidae wurden bis zum Jahr 2005 als Unterfamilie der Eulenfalter (Noctuidae) angesehen, sind aber seither fast durchgängig als eigene Familie anerkannt. Sie enthält fast alle Eulenfalter mit einer quadrifinen Flügeladerung. Dazu gehören die kleinsten wie die größten Eulenfalter. Nach der Artenzahl ist diese Familie die artenreichste unter den Schmetterlingen.

## Quadrifine Flügeladern
Fast alle Falter der Erebidae-Familie weisen eine als quadrifin bezeichnete Flügeladerung auf. Die Cubitalvene teilt sich bei den Erebidae dreimal und erreicht so vier Endäste. Dadurch unterscheidet sich ihr Flügelgeäder von denen der Falter der Familie Noctuidae, die nur drei Endäste zeigen. Deren Flügeladerung wird trifin genannt.

## Molekulargenetische Analyse
In den Jahren 2010 und 2011 erschienen zwei molekulargenetische Studien, die die Einteilung der Noctuoidea in die beiden Familien Erebidae und Noctuidae bestätigten.

## Systematik
- Aganainae
- Anobinae
- Arctiinae (Bärenspinner)
  - Arctiini
  - Lithosiini
  - Syntomini
- Boletobiinae
  - Boletobiini
  - Aventiini
- Calpinae
  - Calyptra
    - Calyptra eustrigata
    - Calyptra minuticornis
    - Calyptra orthograpta
    - Calyptra labilis
- Erebinae (Ordensbänder)
- Eulepidotinae
- Herminiinae
  - Bogenlinien-Spannereule (Herminia grisealis)
  - Braungestreifte Spannereule (Herminia tarsicrinalis)
  - Dunkelbraune Spannereule (Idia calvaria)
  - Steppenheiden-Spannereule (Pechipogo plumigeralis)
  - Palpen-Spannereule (Polypogon tentacularia)
  - Olivbraune Zünslereule (Herminia tarsipennalis)
  - Felsflur-Spannereule (Zanclognatha zelleralis)
- Hypeninae
  - Heidelbeer-Schnabeleule (Hypena crassalis)
  - Voralpen-Schnabeleule (Hypena obesalis)
  - Nessel-Schnabeleule (Hypena proboscidalis)
  - Hopfen-Zünslereule (Hypena rostralis)
- Hypenodinae
- Hypocalinae
- Lymantriinae (Trägspinner)
- Pangraptinae
- Rivulinae
  - Seideneulchen (Rivula sericealis)
- Scolecocampinae
- Scotopteryginae
  - Zackeneule (Scotopteryx libatrix)
- Tinoliinae
- Toxocampinae